# Julius Hermann Krohl
Julius Hermann Kröhl (ur. w 1820 w Kłajpedzie, zm. 9 września 1867 w Panamie) – amerykański wynalazca i inżynier niemieckiego pochodzenia.
Pochodził z rodziny kupieckiej. W 1828 przeniósł się wraz z rodziną do Berlina. 29 lipca 1844 przybył do USA na pokładzie statku Fairfield. Wynalazca zaginarki i konstruktor okrętu podwodnego "Sub Marine Explorer".